# Марк II Ксилокарав
Марк II Ксилокарав (греч. Ξυλοκαράβιο Μάρκου ΙΙ ) — патриарх Константинопольский, который занимал пост патриарха на протяжении одного года (1465 - 1466).
Предшественником патриарха Марка II Ксилокарава был патриарх Иоасаф I Кокка, а его преемником был патриарх Симеон.

## Биография
Марк II стал митрополитом Адрианопольским в 1464 году. Марк II был избран патриархом Константинопольским при поддержке влиятельных личностей таких  как хартофилакс Георгий Галисиот, екклезиарх Максим II, а также Димитрий Кириц.
Марк в основном конфликтовал с фракцией, состоящей из дворян бывшей Трапезундской империи, которые были вынуждены переехать в Стамбул  после падения Трапезунда под натиском османов в 1461 году. Эта фракция поддерживала своего собственного кандидата на возведение на патриарший престол, будущего патриарха Симеона Трапезундского.
Симеону удалось занять кафедру, дав 2000 золотых монет в качестве подарка османскому правительству, тем самым положив начало симонийской практике, которая ознаменовала историю Константинопольского патриархата на последующие столетия. 
В 1466 году патриарх Марк II был низложен с престола, ему грозило побиение камнями осенью 1466. Однако вскоре он был реабилитирован и назначен султаном Мехмедом II архиепископом Охридским. Архиепископство Охридское было полуавтономным главным религиозным центром Османской Болгарии.